# Christer Bergström
Christer Bergström, född 3 april 1958 i Karlskoga,  är en svensk författare, förläggare och skribent med fokus på andra världskriget.

## Biografi
Bergström är uppvuxen i Eskilstuna. Han arbetade fram till 2014 som gymnasielärare, men har därefter på heltid ägnat sig åt sin verksamhet som författare och föreläsare. Han har återkommande medverkat i Svenska Dagbladet som expert på andra världskriget.
Flertalet böcker i Bergströms produktion har utgivits på engelska och andra språk genom det egna förlaget Vaktel förlag, vilket han driver sedan 2013. Bergström har publicerats i flera facktidskrifter, till exempel Levande Historia, BBC History Magazine och BBC World Histories Magazine, brasilianska ASAS, Populär Historia, Allt om Historia, Militär Historia, norska Militaerhistorie med flera.
Bergström organiserar även resor med andra världskriget som tema, där han fungerar som reseledare och föredragshållare.

### Politiskt engagemang
Bergström har varit medlem i Rättvisepartiet Socialisterna och har bland annat argumenterat för organiserat motstånd mot nynazism och behovet av ett nytt arbetarparti inför riksdagsvalet 2022.

### Familj
Bergström är gift med Maria Rodriguez Bergström, som är född i Bolivia.